# Harry Watt
Harry Watt (Édimbourg, 18 octobre 1906 - Amersham, 2 avril 1987) est un scénariste et réalisateur britannique.

## Biographie
Harry Watt a fréquenté l'université d'Édimbourg.
Il commença sa carrière en travaillant pour John Grierson et Robert Flaherty, réalisant lui-même quelques documentaires. Après la guerre, il fut engagé par les studios Ealing, pour lesquels il réalisera 5 films tournés soit en Afrique soit en Australie. Il travailla brièvement à la télévision dans les années 1950, puis revint au documentaire.

## Filmographie
Comme réalisateur
- 1936 : Night Mail coréalisé par Basil Wright
- 1937 : The Saving of Bill Blewitt
- 1938 : North Sea
- 1939 : The First Days
- 1939 : Squadron 992
- 1940 : London Can Take It ! (non crédité)
- 1940 : Dover Front Line
- 1940 : The Front Line
- 1941 : Christmas Under Fire
- 1941 : Target for Tonight (non crédité)
- 1943 : Nine Men
- 1944 : Fiddlers Three
- 1946 : La route est ouverte (The Overlanders)
- 1949 : La Dernière barricade (Eureka Stockade)
- 1951 : Quand les vautours ne volent plus (Where No Vultures Fly)
- 1954 : À l'ouest de Zanzibar (West of Zanzibar)
- 1959 : L'Île des réprouvés (The Siege of Pinchgut)
- 1959 : The Four Just Men (tv, 3 épisodes, 1959-1960)
- 1961 : Vidunderhunden bara
- 1961 : Den Hvide hingst

Comme scénariste
- 1941 : Target for Tonight (non crédité)
- 1943 : Nine Men
- 1944 : For Those in Peril
- 1946 : La route est ouverte (The Overlanders)
- 1949 : La Dernière barricade (Eureka Stockade)
- 1951 : Quand les vautours ne volent plus (Where No Vultures Fly)
- 1954 : À l'ouest de Zanzibar (West of Zanzibar) (histoire)
- 1961 : Vidunderhunden bara (histoire)
- 1961 : Den Hvide hingst

Comme producteur
- 1936 : Night Mail
- 1940 : Welfare of the Workers (non crédité)
- 1940 : Air Communique (non crédité)

Effets spéciaux
- 1939 : L'Auberge de la Jamaïque (Jamaica Inn, 1939) d'Alfred Hitchcock

Comme intervenant
- 1973 : Grierson (documentaire de Roger Blais) : lui-même